# 第五〇二海軍航空隊
第五〇二海軍航空隊（だい502かいぐんこうくうたい）は、日本海軍の部隊の一つ。絶対国防圏防衛の主力爆撃機隊として、太平洋戦争終盤に北方戦線で哨戒行動に従事した。

## 沿革
内戦作戦用の基地航空隊として整備されていた佐伯海軍航空隊の爆撃機隊を外戦作戦用に転用することとなり、茂原飛行場で編制された。絶対国防圏の策定に合わせ、北東方面艦隊の防空力強化のために北海道へ進出。以後、千島列島・北海道東方沖の哨戒活動に投入された。
- 昭和18年（1943年）

9月15日　木更津飛行場を原隊とし、佐伯海軍航空隊艦上爆撃機隊を改編し、茂原飛行場で開隊。彗星36機・二式陸上偵察機8機。
- 昭和19年（1944年）

3月1日　攻撃第103飛行隊に改編(定数：艦上爆撃機48)。陸偵隊を第三〇二海軍航空隊に委譲。彗星の南方投入に備え、九九式艦上爆撃機へ換装。
4月頃　　九九艦爆18機を松輪島に派遣。以後、本隊も千歳飛行場・美幌飛行場に進出、千島列島の哨戒に従事。
7月10日　北東方面艦隊第一二航空艦隊第五十一航空戦隊に転籍。
10月1日　第七〇一海軍航空隊に統合・解隊。
北方からの反撃はなく、一度も戦闘を経験することなく解散を余儀なくされた。部隊が健在な折も、最新の彗星を南方戦線に剥ぎ取られている。しかし七〇一空に統合されて以後は台湾沖航空戦を皮切りにフィリピン戦線に投入され、神風特別攻撃隊にも参加している。フィリピン戦線では多大な損害を蒙り、地上戦を強いられた隊員も多数いた。 五〇二空時代よりも解散後の方が活発な航空隊である。

## 主力機種
- 彗星
- 九九式艦上爆撃機
- 二式陸上偵察機

## 歴代司令
- 岡村基春（昭和18年9月15日-）
- 菅原正雄（昭和19年2月15日-昭和19年10月1日解隊）